# Liste der Einträge im National Register of Historic Places im Iroquois County

Lage des Iroquois County in Illinois

Die Liste der Einträge im National Register of Historic Places im Iroquois County in Illinois führt die Bauwerke und historischen Stätten im Iroquois County auf, die in das National Register of Historic Places aufgenommen wurden.
| [ 2 ] | Name                                   | Bild                                   | Eintragsdatum        | Lage                                                            | Ort         | Beschreibung |
| ----- | -------------------------------------- | -------------------------------------- | -------------------- | --------------------------------------------------------------- | ----------- | ------------ |
| 1     | Old Iroquois County Courthouse         | Old Iroquois County Courthouse         | 1975 ID-Nr. 75000663 | Cherry Street Ecke 2nd Street 40° 46′ 28″ N, 87° 44′ 8″ W       | Watseka     |              |
| 2     | Prairie Dell Meetinghouse              | Prairie Dell Meetinghouse              | 2005 ID-Nr. 05000846 | 2550 East Road und 2150 North Road 40° 49′ 42″ N, 87° 38′ 43″ W | Iroquois    |              |
| 3     | A. Herr and E. E. Smith Public Library | A. Herr and E. E. Smith Public Library | 1995 ID-Nr. 95000992 | 105 Adams Street 40° 31′ 9″ N, 88° 4′ 13″ W                     | Loda        |              |
| 4     | St. Mary’s Church                      | St. Mary’s Church                      | 1996 ID-Nr. 96000514 | 308 St. Charles Avenue 40° 57′ 8″ N, 87° 39′ 9″ W               | Beaverville |              |
| 5     | Watseka Union Depot                    | Watseka Union Depot                    | 1999 ID-Nr. 99001595 | South 2nd Street 40° 46′ 31″ N, 87° 44′ 13″ W                   | Watseka     |              |